# Acanthocinus andresi
Acanthocinus andresi es una especie de escarabajo longicornio del género Acanthocinus, tribu Acanthocinini, subfamilia Lamiinae. Fue descrita científicamente por Pérez-Flores en 2022.
La especie se mantiene activa durante el mes de abril.

## Descripción
Mide 11,15 milímetros de longitud.

## Distribución
Se distribuye por México.